# Eliasz II (patriarcha Gruzji)
Eliasz II, właśc. Irakli Guduszauri-Sziolaszwili (ur. 4 stycznia 1933 w Ordżonikidze) – Katolikos-Patriarcha Gruzji, zwierzchnik Gruzińskiego Kościoła Prawosławnego. Oficjalnie tytułowany jako Jego Świątobliwość Arcybiskup Mccheta-Tbilisi i Katolikos-Patriarcha całej Gruzji.

## Życiorys

### Młodość i edukacja
Pochodzi z liczącego według tradycji piętnaście wieków gruzińskiego klanu. Był czwartym dzieckiem w rodzinie. Wychowywany był w głębokiej wierze prawosławnej; jego rodzice pozostawali w bliskich relacjach z Katolikosem-Patriarchą Gruzji Kalistratem, zaś w 1947 ufundowali cerkiew Opieki Matki Bożej w Dzaudżikau.
W 1952 ukończył w Dzaudżikau szkołę średnią nr 22 z wykładowym rosyjskim, po czym wstąpił do moskiewskiego seminarium duchownego. Edukację teologiczną kontynuował w latach 1956–1960 w Moskiewskiej Akademii Duchownej. Był wyróżniającym się studentem. Na II roku studiów podjął decyzję o złożeniu wieczystych ślubów mniszych i 16 kwietnia 1952 został w cerkwi św. Aleksandra Newskiego w Tbilisi postrzyżony na mnicha przez biskupa stepanawskiego Zenobiego, z błogosławieństwa patriarchów moskiewskiego i całej Rusi Aleksego oraz całej Gruzji Melchizedeka. Przyjął imię zakonne Eliasz. 18 kwietnia 1957 mnich Eliasz został wyświęcony na hierodiakona przez patriarchę gruzińskiego Melchizedeka III, zaś 10 maja 1959 – na hieromnicha. W roku następnym obronił w Moskiewskiej Akademii Duchownej dysertację kandydacką, którą poświęcił historii klasztoru Iwiron. Odrzucił propozycję podjęcia pracy naukowej na uczelni, by móc służyć jako kapłan w Gruzji.

### Działalność w Gruzji
Po powrocie do Gruzji hieromnich Eliasz podjął pracę duszpasterską w soborze św. Mikołaja w Batumi; w grudniu 1960 został proboszczem działającej przy nim parafii, którą to funkcję pełnił przez siedem lat. W 1960 został igumenem, zaś rok później – archimandrytą.
25 sierpnia 1963 miała miejsce chirotonia archimandryty Eliasza na biskupa szemokmedzkiego, wikariusza Katolikosa-Patriarchy Gruzji. Jako konsekratorzy wzięli w niej udział patriarcha Efrem II, metropolita urbniski Dawid, metropolita kutaisko-gajenacki Naum, biskup suchumski i abchaski Leonid oraz biskup stiepanawski Zenobi. 17 maja 1969 biskup Eliasz otrzymał godność metropolity. Od 1964 kierował jedyną uczelnią teologiczną w Gruzińskiej SRR – kursami teologicznymi w Mcchecie, zorganizowanymi wbrew stanowisku władz przez patriarchę Efrema II, od 1965 posiadającymi status seminarium duchownego. Funkcję tę spełniał do 1972.
Równocześnie od 1964 był przewodniczącym Wydziału Zewnętrznych Stosunków Cerkiewnych Gruzińskiego Kościoła Prawosławnego. Przedmiotem jego szczególnych starań było uznanie autokefalii Kościoła gruzińskiego przez wszystkie inne kanoniczne Kościoły prawosławne (od 1943 autokefalię tę uznawał jedynie Rosyjski Kościół Prawosławny, inne Kościoły traktowały Cerkiew Gruzińską jedynie jako autonomiczną). W 1964 w czasie Wszechprawosławnej Konferencji na Rodos, gdy biskup Eliasz po raz kolejny nie uzyskał powszechnej akceptacji dla autokefalii, w geście protestu opuścił posiedzenie. Od 1967 uczestniczył w pracach Światowej Rady Kościołów i w pracach Chrześcijańskiej Konferencji Pokojowej.
1 września 1967 został metropolitą suchumskim i abchaskim. Po śmierci Katolikosa-Patriarchy Efrema II w 1972 był typowany na jego następcę i cieszył się poparciem duchowieństwa i wiernych Gruzji, jednak jego kandydaturę zablokował przewodniczący Rady ds. Religii przy Radzie Ministrów ZSRR W. Kurojedow. W ten sposób następcą Efrema II został metropolita Dawid (Dewdariani). Zmarł on w 1977; wówczas XII Sobór Lokalny Gruzińskiego Kościoła Prawosławnego wybrał metropolitę Eliasza na nowego Katolikosa-Patriarchę. Jego intronizacja odbyła się 25 grudnia 1977 w soborze Sweti Cchoweli.

### Patriarcha

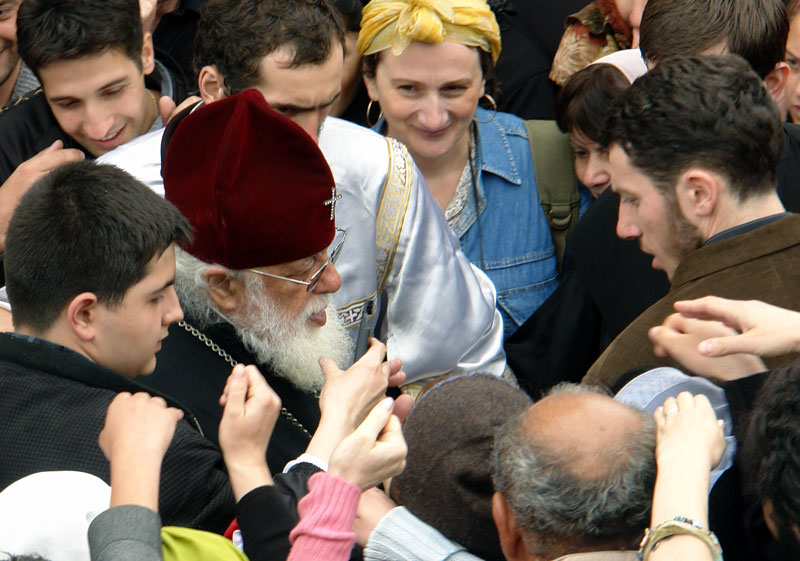
Eliasz II z wiernymi

W momencie objęcia urzędu Katolikosa-Patriarchy całej Gruzji przez Eliasza II Gruziński Kościół Prawosławny liczył 15 eparchii (z czego pięć nieobsadzonych) z 34 zarejestrowanymi parafiami i czterema działającymi półlegalnie monasterami. W skład episkopatu wchodziło siedmiu hierarchów. Z powodu ateistycznej propagandy radzieckiej prawosławie praktykował niewielki odsetek społeczeństwa Gruzińskiej SRR. Już w pierwszym roku sprawowania urzędu Eliasz II przeprowadził cztery chirotonie biskupie i przyczynił się do powiększenia liczby czynnych świątyń do 46. Apelował o otwieranie dla potrzeb kultu kolejnych świątyń i klasztorów odebranych Cerkwi w ZSRR. W 1978 decyzją Świętego Synodu Gruzińskiego Kościoła Prawosławnego Kościół otworzył Wydział Wydawniczy i zaczął wydawać własną prasę. Patriarcha zorganizował kursy dla lektorów, psalmistów i chórzystów cerkiewnych, sam co wtorek występował z otwartymi kazaniami. Już w pierwszych latach sprawowania przezeń urzędu dostrzegalny stał się wzrostu liczby osób uczęszczających do cerkwi. W 1985 Eliasz II uzyskał zgodę Rady ds. Religii na wydanie przekładu Biblii na współczesny język gruziński, ukończony w 1989.
W okresie pieriestrojki, która przyniosła zmianę stosunku państwa radzieckiego do Kościołów prawosławnych, patriarcha uzyskał zgodę na otwarcie w Tbilisi Akademii Duchownej oraz reaktywację kolejnych 46 parafii. 9 kwietnia 1989, w czasie manifestacji zwolenników niepodległości Gruzji, wzywał uczestników protestu do spokoju i bez skutku skierował demonstrantów do cerkwi Kaszueti, by uniknąć rozlewu krwi. Manifestacja ta została rozpędzona przez wojsko radzieckie, padło 19 ofiar śmiertelnych. Podczas wojny domowej w Gruzji w latach 90. apelował o pokojowe rozwiązanie kryzysu i umożliwił walczącym stronom prowadzenie negocjacji w siedzibie Patriarchatu.
Od 1978 do 1983 Eliasz II był przewodniczącym Światowej Rady Kościołów. W maju 1997 Święty Synod gruzińskiej cerkwi ogłosił swoje wycofanie z tej organizacji.
Jest zwolennikiem monarchii konstytucyjnej i opowiada się za powrotem dynastii Bagratuni na tron Gruzji.
W 2007, w związku z ujemnym przyrostem naturalnym w Gruzji, Eliasz II wprowadził zwyczaj chrzczenia każdego trzeciego i kolejnego dziecka w rodzinie osobiście przez patriarchę, co stało się jedną z przyczyn wzrostu liczby urodzeń w kraju.
W czasie wojny w Osetii Południowej w 2008, podobnie jak patriarcha moskiewski i całej Rusi Aleksy II, apelował do obydwu walczących stron o pokój i wyraził żal z powodu wybuchu konfliktu między dwoma narodami wyznającymi prawosławie. Udał się również z wizytą, w czasie której dostarczył pomoc humanitarną, do zajętego przez Rosjan Gori. Rosyjskie twierdzenia o „gruzińskim ludobójstwie” w Osetii określił jako kłamstwa.
W 2009 poddał się w Niemczech zabiegowi angioplastyki w związku z niewydolnością krążenia.
17 maja 2013 zaapelował do władz gruzińskich o wydanie zakazu przeprowadzenia parady równości w Tbilisi.
Jako patriarcha, otrzymał najwyższe odznaczenia przyznawane przez autokefaliczne Kościoły prawosławne Antiochii, Jerozolimy, Aleksandrii, Rosji, Grecji, Bułgarii, Rumunii i prawie wszystkich innych Cerkwi.

## Odznaczenia
- Doktor honoris causa Kijowskiej Akademii Duchownej (2011)[9]
- Order Księcia Jarosława Mądrego I klasy – Ukraina (2013)[10]
- Prezydencki Order Doskonałości – Gruzja (2010)[11]
- Order Wachtanga Gorgasalego I rangi – Gruzja (2003)[11]